# 蒙泰切里尼奥内
蒙泰切里尼奥内（義大利語：Monte Cerignone），是意大利佩萨罗-乌尔比诺省的一个市镇。总面积18.04平方公里，人口676人，人口密度37.5人/平方公里（2008年）。ISTAT代码为041031。